# BLAZING FAITH〜revisited
『BLAZING FAITH 〜revisited』（ブレイジング・フェイス・リヴィジテッド）は、日本のヘヴィメタルバンド・ANTHEMの映像作品（ライヴ・アルバム）であり、2015年6月24日にリリースされた。

## 概要
デビュー30周年を記念して制作された作品であり、森川之雄復帰後初の映像作品である。作品の監修はデビュー当時の事務所の社長であった伊藤政則が務めた。ディスク1は1枚目のアルバム『ANTHEM』を完全再現したスタジオ・ライヴ、ディスク2は森川復帰後初のアルバム『ABSOLUTE WORLD』を完全再現した東京・渋谷La.mamaでの公演の模様を収録。またBD盤限定でディスク1の音源を収録したCDが付属する。
ちなみにディスク1の収録場所である関口大スタジオは、バンドがデビュー当時に所属していたキングレコード所有のものである。

## 収録内容

### ディスク1
| #   | タイトル                | 作詞     | 作曲     |
| --- | ----------------------- | -------- | -------- |
| 1.  | 「Wild Anthem」         | 坂本英三 | 柴田直人 |
| 2.  | 「Red Light Fever」     | 坂本英三 | 福田洋也 |
| 3.  | 「Lay Down」            | 坂本英三 | 福田洋也 |
| 4.  | 「Racin' Rock」         | 坂本英三 | 柴田直人 |
| 5.  | 「Warning Action!」     | 坂本英三 | 柴田直人 |
| 6.  | 「Turn Back The Night」 | 坂本英三 | 柴田直人 |
| 7.  | 「Rock'n'roll Stars」   | 坂本英三 | 柴田直人 |
| 8.  | 「Blind City」          | 坂本英三 | 柴田直人 |
| 9.  | 「Star Formation」      | 坂本英三 | 柴田直人 |
| 10. | 「Steeler」             | 坂本英三 | 柴田直人 |

### ディスク2
| #   | タイトル                      | 作詞     | 作曲     |
| --- | ----------------------------- | -------- | -------- |
| 1.  | 「Shine On」                  | 柴田直人 | 柴田直人 |
| 2.  | 「Stranger」                  | 柴田直人 | 柴田直人 |
| 3.  | 「Pain」                      | 柴田直人 | 柴田直人 |
| 4.  | 「Destroy The Boredom」       | 柴田直人 | 柴田直人 |
| 5.  | 「Love Of Hell」              | 柴田直人 | 柴田直人 |
| 6.  | 「Don't Let It Die」          | 柴田直人 | 柴田直人 |
| 7.  | 「Absolute Figure」           | 柴田直人 | 清水昭男 |
| 8.  | 「Sailing」                   | 柴田直人 | 柴田直人 |
| 9.  | 「Edge Of Time」              | 柴田直人 | 清水昭男 |
| 10. | 「In The Chaos」              | 柴田直人 | 清水昭男 |
| 11. | 「Run With The Flash」        | 柴田直人 | 柴田直人 |
| 12. | 「Run With The Flash」        | 柴田直人 | 柴田直人 |
| 13. | 「Making the BLAZING FAITH」  |          |          |
| 14. | 「Story of ANTHEM Interview」 |          |          |

## 演奏者
- 森川之雄 - ボーカル
- 柴田直人 - ベース
- 清水昭男 - ギター
- 田丸勇 - ドラムス